# 가치재
개인들의 자발적인 선택에 의해서는 일정수준 이상의 바람직한 상태까지 소비되지 않는 재화, 서비스를 전제로 한다. 정부는 이러한 재화가 국민 경제활동에 있어 이로운 외부성을 갖고 있는 가치재(價値財, merit goods)라 판단할 경우, 그 생산과 소비를 촉진하는 정부지출을 하게 된다. 판단주체인 정부의 정책결정이 중요시 되는 재화이다.

## 예시
- 안전벨트
- 의무교육
- 예방접종
- 무상급식[1]